# Ploiești
Ploiești (prononcé en roumain : [ploˈjeʃtʲ]) est une ville roumaine, chef-lieu du județ de Prahova, en Valachie, dans la région de développement du sud. Cette ville, « capitale du pétrole roumain », est située à 50 km au nord de Bucarest. Sa population s'élevait à 209 945 habitants en 2011.

## Géographie
Ploiești est située au centre de la Munténie (ou Grande Valachie), sur la rivière Teleajen, dans le nord de la grande plaine roumaine au contact avec les premiers contreforts des Carpates orientales.
La ville est située à 56 km au nord de Bucarest, à 69 km au sud-est de Buzău, à 49 km à l'est de Târgoviște et à 108 km au sud de Brașov. C'est la neuvième ville roumaine par sa population et le deuxième centre industriel du pays après Bucarest. Ploiești se trouve au centre d'une zone métropolitaine en formation de quelque 350 000 habitants qui englobe 14 communes environnantes.

### Climat
Ploiești est soumise à un climat continental. La moyenne des températures y est de 10,5 °C, les précipitations de 600 mm et les vents dominants soufflent du nord-est.

## Histoire
Selon l'historien Nicolae Iorga et les philologues, les toponymes en... eşti proviennent d'une tradition patronymique et toponymique des pays roumains qui du prénom d'un chef de famille ou d'un noble (par exemple Mihai « Michel ») ou bien d'un nom commun comme ploaie (« pluie »), crée un adjectif (par exemple Mihăilescu « tenant de Michel » devenant patronyme, au pluriel Mihăilești « les gens de Michel » ou « le village des gens de Michel » devenant toponyme). Dans le cas de Ploieşti le viendrait du surnom Ploiescu (« pluvieux ») d'un fondateur du village ou du marché initial.
La première mention écrite de la ville date de 1503 mais Ploiești a réellement entamé son développement sous le règne de Mihai Viteazul, prince de Valachie à la fin du XVIe siècle.
Pendant les XVIIe siècle et XVIIIe siècle, Ploiești est un pôle d'échanges pour les produits agricoles de la plaine roumaine, c'est aussi un lieu de commerce et d'artisanat.
Au XIXe siècle, avec l'ouverture de la route Bucarest-Brașov en 1864 et la construction de la ligne de chemin de fer en 1882, le développement s'accélère. Mais c'est surtout la découverte, peu avant 1890, de nappes de pétrole proches de la surface, qui fera sa fortune et son malheur.
En 1870, Ploiești est le théâtre d'un événement peu connu de l'histoire roumaine appelé "République de Ploiești". Le 8 août, des libéraux, opposés au prince Carol Ier et influencés par les idées libérales françaises, emmenés par leur leader Alexandru Cândianu-Popescu tentent un coup de force, arrêtent le préfet, s'emparent du central télégraphique et proclament la République. Cependant, dès le 9 août, ils sont arrêtés par des renforts arrivés de Bucarest et emprisonnés. Leur procès donnera lieu à de nombreuses polémiques et inspirera l'écrivain Ion Luca Caragiale.
Construite dans une zone sismique, Ploiești n'a pas été épargnée par les tremblements de terre. Ils l'ont durement touchée en novembre 1940, plus faiblement en 1977. Nombre de ses bâtiments faisant partie de son patrimoine architectural ont été très endommagés ou fragilisés.
En 1930, la ville compte 69 139 Roumains (87,3 %), 3 708 Juifs (4,6 %), 1 591 Hongrois (2,0 %) et 1 307 Allemands (1,6 %). Après un demi-siècle de développement rapide, Ploiești est soumise, comme toute la Roumanie, aux régimes dictatoriaux carliste, fasciste et communiste de février 1938 à décembre 1989, mais connaît à nouveau la démocratie depuis 1990.

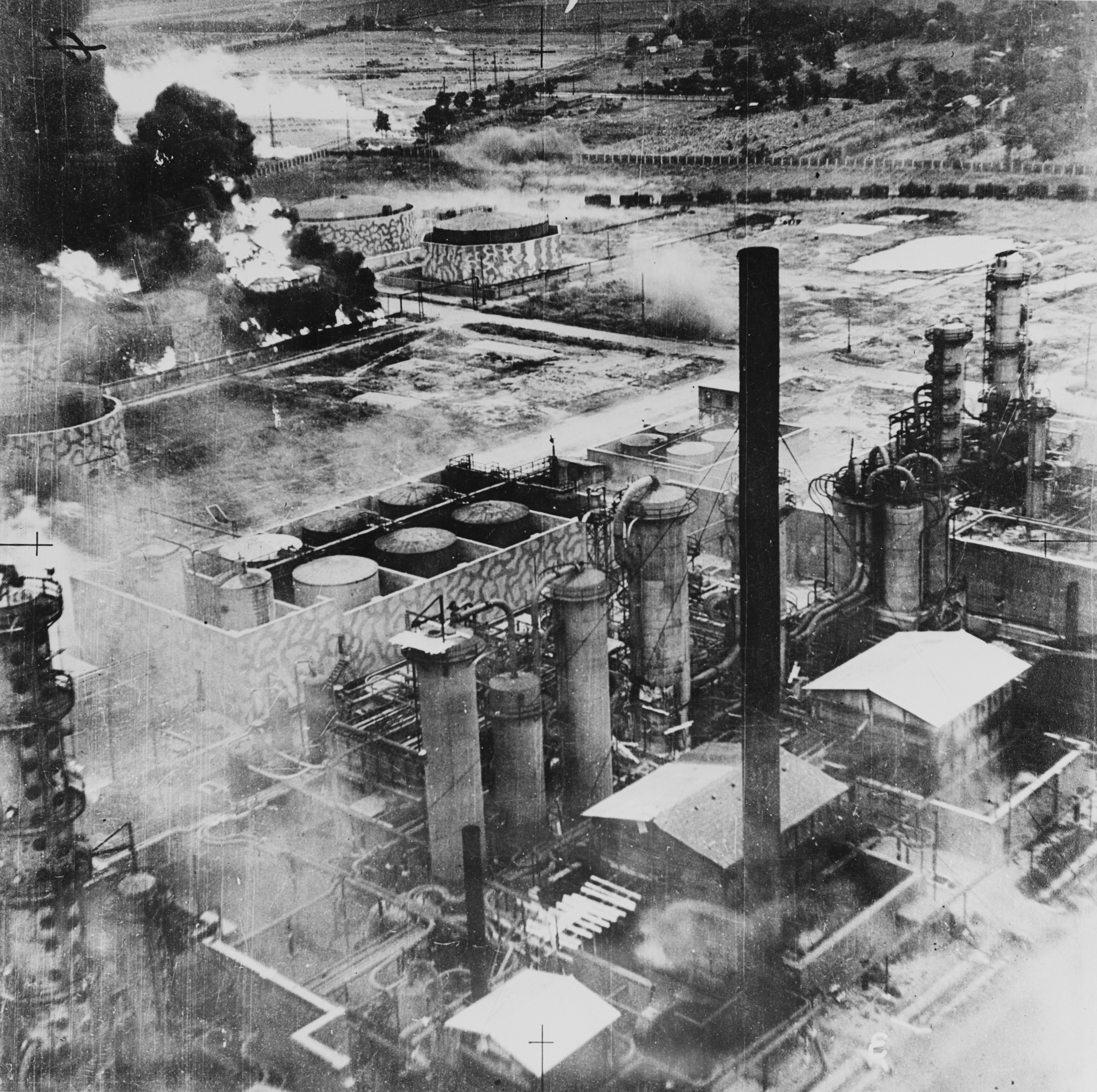
Raffinerie de pétrole Columbia Aquila de Ploiești après le bombardement américain de 1943.

Au cours de la Seconde Guerre mondiale, la ville fut une cible importante dans le cadre de la campagne de bombardements stratégiques alliés contre les ressources pétrolières de l'Axe. En effet, ses raffineries de pétrole sont alors contrôlées par l'Allemagne nazie qui tient là sa première source de carburant après la rupture du pacte Hitler-Staline et son agression contre l'URSS, son précédent fournisseur. C'est donc un objectif crucial, que les Alliés et la Résistance tentent de détruire à de nombreuses reprises. Le 13 juillet 1941, l'aviation soviétique lança un raid, les Allemands s'emparant l'année suivante de la Crimée notamment pour empêcher les raids soviétiques. En juin 1942, après plus de trois semaines de combat acharnés, utilisant leur armes les plus puissantes dont le Dora ou Gros Gustave, les allemands réussissent à prendre la Base navale de Sébastopol.  Toutefois avec l'arrivée du B-24 Liberator, bombardier à long rayon d'action, le site est de nouveau à portée des Alliés depuis la Libye et l'Italie du sud. Ainsi, il a été le théâtre de l'opération Tidal Wave le 1er août 1943. Entre le 5 avril 1944 et le 19 août 1944, Ploiești sera dix-neuf fois la cible des bombardiers de la 15th USAAF. Cependant, c'est une cible très bien défendue par la Flak allemande, et les aviateurs américains y subissent des pertes importantes en particulier lors de Tidal Wave. L'as roumain de l'aviation Constantin Cantacuzène (en) met en place un réseau d'exfiltration vers la Turquie (neutre) des aviateurs Alliés abattus, avec l'aide du colonel américain Gunn. Mais Ploiești reste, pour les aviateurs de la 15th USAAF, un des objectifs les plus redoutés de tout le MTO. En août 1944, l’Union Soviétique déclenche une offensive massive en Roumanie qui fait perdre à l’Allemagne les pétroles de Ploiesti. En septembre 1944 l’Allemagne est coupée du pétrole de cette région. 
Ce que les camions de la Wehrmacht n'ont pas emporté en se retirant et ce que les bombes américaines n'ont pas détruit, sera pillé par l'Armée rouge entre 1944 et 1949, et démoli par le régime communiste notamment sous la présidence de Nicolae Ceaușescu, qui, en revanche, y construira d'immenses silos, usines pétrochimiques et immeubles collectifs.
Après le rétablissement de la démocratie fin 1989, la ville se relèvera lentement de ces secousses et deviendra même un pôle de développement à partir de 2000. Le pétrole est à peu près épuisé et couvre à peine la consommation locale, mais la diversification économique et la position de carrefour routier, ferroviaire et commercial proche de la capitale roumaine (56 km de Bucarest) ont favorisé l'essor actuel de la ville.

## Politique
| Identité                                    | Période           | Période           | Durée              |
| Identité                                    | Début             | Fin               | Durée              |
| ------------------------------------------- | ----------------- | ----------------- | ------------------ |
| Iulian Bădescu (d) (né en 1974)             | 2012              | 2016              | 4 ans              |
| Adrian-Florin Dobre (d) (né en 1976)        | 2016              | 2020              | 4 ans              |
| Andrei Volosevici (d) (né en 1976)          | 2020              | 1er novembre 2024 | 4 ans              |
| Mihai-Laurențiu Polițeanu (en) (né en 1977) | 1er novembre 2024 | En cours          | 9 mois et 18 jours |

| Parti | Parti                                      | Sièges |
| ----- | ------------------------------------------ | ------ |
|       | Parti national libéral (PNL)               | 10     |
|       | Parti social-démocrate (PSD)               | 11     |
|       | Parti Mouvement populaire                  | 2      |
|       | Alliance des libéraux et démocrates (ALDE) | 4      |

## Démographie
Après l'explosion démographique due à la découverte du pétrole au XIXe siècle, Ploiești a connu un important développement démographique tout au long du XXe siècle, grâce à son expansion industrielle continue. Les événements qui ont suivi la révolution de 1989 (privatisations, restructurations) ont eu pour conséquence une diminution de la population de la ville intra-muros ; mais Ploiești est en train de connaître ce que les cités d'Europe occidentale ont connu depuis 50 ans, à savoir un dépeuplement du centre de la ville et une expansion des banlieues.
| 1837  | 1859   | 1899   | 1912   | 1930   | 1948   | 1956    | 1966    | 1977    |
| ----- | ------ | ------ | ------ | ------ | ------ | ------- | ------- | ------- |
| 3 000 | 26 468 | 45 107 | 56 460 | 79 149 | 96 229 | 114 544 | 146 922 | 199 699 |

| 1992    | 2002    | 2011    | - | - | - | - | - | - |
| ------- | ------- | ------- | - | - | - | - | - | - |
| 252 715 | 232 527 | 209 945 | - | - | - | - | - | - |

Selon le recensement de 2011, la composition ethnographique de la cité est la suivante :
- Roumains 90,63 % ;
- Roms : 2,4 % ;
- Non déclarée : 6,65 %
- Autres : 0,3 %

### Religions
Selon le recensement de 2011, la composition religieuse de la ville est la suivante :
- Chrétiens orthodoxes, 90,7 % ;
- Non déclarés : 6,7 % ;
- Autres : 2,6 %.

## Économie
Ploiești est une grande ville industrielle qui a connu de nombreux investissements de groupes étrangers ces dernières années. Le secteur prédominant est celui de l'industrie pétrochimique avec
- le raffinage du pétrole (trois raffineries : Petrobrazi (ro) (Petrom, groupe OMV), Astra-Romana (Petrotel groupe Lukoil), Vega (Rompetrol, groupe KazMunayGas)) ;
- les industries connexes : pompes, matériel de forage, d'extraction, pipelines, matériel de recherche, de stockage.

Autres secteurs industriels :
- industrie textile ;
- détergents (Unilever) et matières plastiques ;
- roulements industriels (Timken)
- agro-alimentaire (Efes Pilsen, Coca-Cola, Unilever) : bières, sodas ;
- tabac (British American Tobacco) ;
- matériaux de construction ;
- céramique ;
- meubles ;
- industrie de l'emballage.

Ploiești dispose également de 2 034 ha de terres arables, principalement affectées aux cultures maraîchères.

## Transports

### Routes

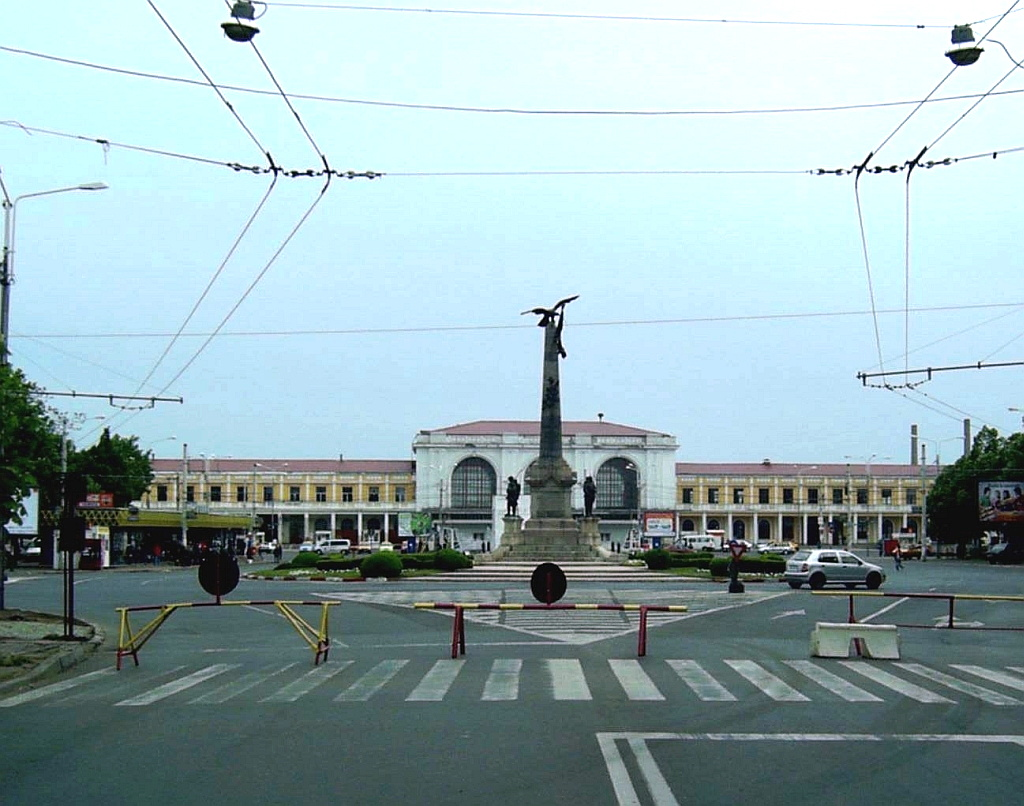
La gare du Sud de Ploiești.

Ploiești est au centre d'un réseau dense de routes nationales. La plus importante est la route nationale DN1 (Route européenne 60) Bucarest-Brașov.
Autres routes nationales :
- la DN1B Ploiești-Buzău ;
- la DN1D Ploiești-Urziceni ;
- la DN1A Ploiești-Buftea-Bucarest vers le sud et Ploiești-Vălenii de Munte-Săcele-Brașov vers le nord ;
- la DN72 Ploiești-Târgoviște.

### Voies ferrées
Ploiești est un très important nœud ferroviaire et dispose de trois gares ferroviaires : Ploiești-Ouest, Ploiești-Nord et Ploiești-Sud. Plusieurs lignes des Chemins de fer roumains y convergent, notamment les lignes magistrales :
- 300 Bucarest-Ploiești-Câmpina-Sinaia-Brașov-Oradea ;
- 500 Bucarest-Ploiești-Buzău-Suceava ;
- 1000 Bucarest-Ploiești.

Autres lignes :
- Ploiești-Urziceni ;
- Ploiești-Vălenii de Munte ;
- Ploiești-Plopeni-Slănic.

### Aéroport
La ville ne dispose pas d'aéroport mais l'aéroport international de Bucarest n'est qu'à 45 km au sud.

### Transports urbains
Ploiești dispose d'un réseau complet de transports en commun gérés par la RATP Ploiești et composé de bus (33 lignes, 415 km), de trolleybus (3 lignes, 19,9 km) et de tramways (2 lignes, 23,8 km).

## Culture

### Éducation
Ploiești possède une Université du Pétrole et du Gaz.

### Musées
- le Palais de la Culture.

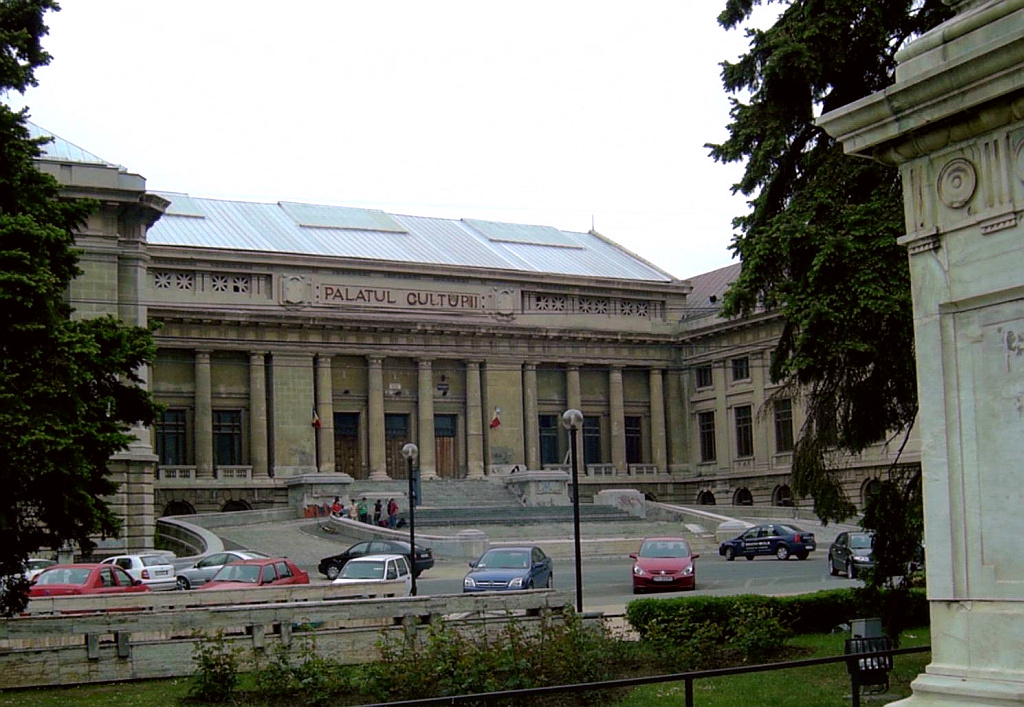
Le Palais de la Culture, originellement Palais de Justice, construit par les architectes Emile Doneaud et Toma T. Socolescu

Le bâtiment du Musée d'art de la ville de Ploiești date essentiellement de novembre 1931, à la suite des efforts d'un groupe d'intellectuels influents de l'époque, comme l'avocat, homme politique et collectionneur d'art Ion Ionescu-Quintus, l'architecte Toma T. Socolescu, l'historien Dumitru Munteanu-Râmnic, et l'aide des autorités locales, sous l'égide de Nicolae Iorga. Depuis 1969, le Musée d'art actuel de la ville de Ploiesti est situé au 1, Boulevard Independenței.
- le musée d'histoire ;
- le musée national du pétrole ;
- le musée de l'horlogerie ;
- le musée Hagi Prodan de 1785, sur l'architecture roumaine, construit autour des collections privées de Hagi Prodan ;

### Monuments

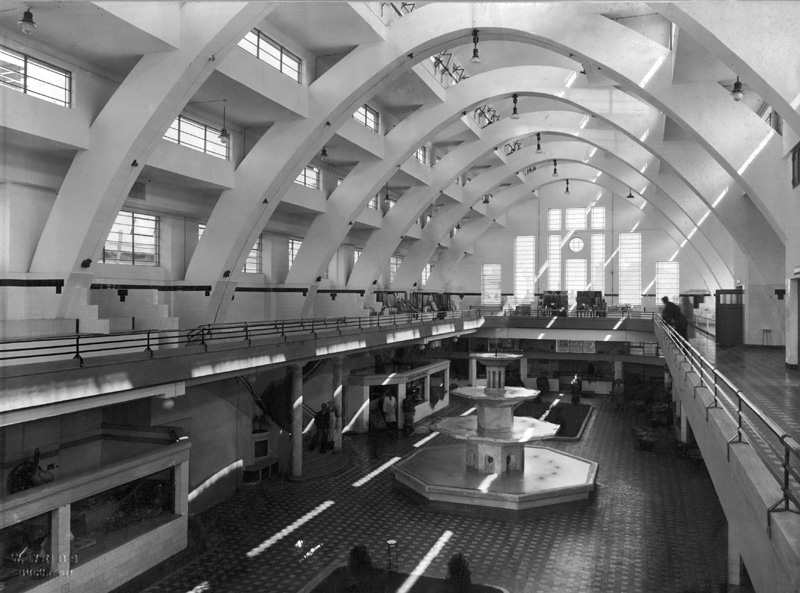
La halle aux poissons, dans les halles centrales, dues à Toma Socolescu.

La ville a beaucoup souffert des destructions dues aux bombardements de la Seconde Guerre mondiale mais aussi des destructions dues au régime communiste et à la modernisation forcée qui l'a accompagnée. Quelques édifices du début du XXe subsistent tout de même.
L'édifice le plus ancien est la petite église des Sts Pierre et Paul datant de 1639, construite sous le règne de Matthieu Basarab.
Le bâtiment le plus remarquable est certainement les Halles Centrales datant de 1930 et dues au grand architecte Toma T. Socolescu. Cet architecte fut très actif à Ploiești après la Première Guerre mondiale. Malheureusement, beaucoup de ses créations ont été détruites d'abord par les bombardements anglo-américains de 1943-44, puis par le régime communiste.

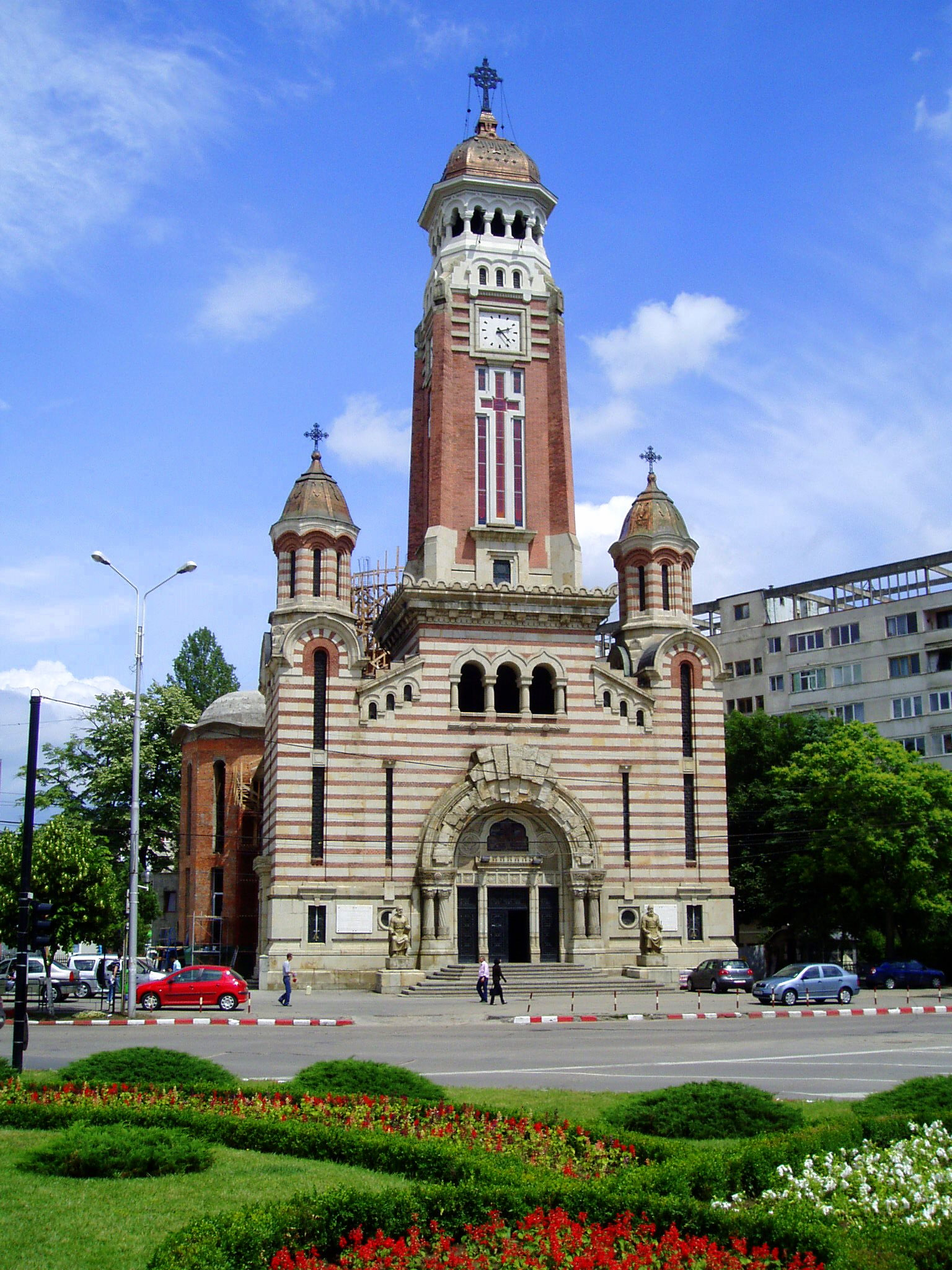
La cathédrale, due à Toma T. Socolescu.

Autre bâtiment remarquable aussi imaginé par Toma T. Socolescu: la cathédrale St Jean-Baptiste (1923-1937).

## Sports

### Football
Plusieurs clubs de football ont marqué l'histoire de ce sport à Ploiești, le "United Ploiești" champion de Roumanie en 1912, le "Prahova Ploiești", champion en 1916 et surtout le Fotbal Club Petrolul Ploiești, fondé en 1924, champion à quatre reprises en 1930, 1958, 1959 et 1966. Ce club joue actuellement en première division roumaine.
Ploiești possède un autre club de football qui joue durant la saison 2009-2010 en première division du Championnat de Roumanie de football. Il s'agit du SC Astra Ploiești, fondé en 1934.

### Basket-ball
Fondé en 1998, le CSU Asesoft Ploiești est le grand club de la ville et le club roumain le plus titré. Il fut le champion national de 2003 à 2008 et il fut vainqueur de l'EuroCup Challenge en 2005.

## Jumelages
- Dnipro (Ukraine) depuis 1992
- Tulsa (États-Unis) depuis 1992
- Oural (Kazakhstan) depuis 1993
- Berat (Albanie) depuis 1994
- Harbin (Chine) depuis 1994
- Maracaibo (Venezuela) depuis 1994
- Osijek (Croatie) depuis 1996
- Leucade (Grèce) depuis 1998
- Radom (Pologne) depuis 2002
- Hîncești (Moldavie) depuis 2003
- Maroússi (Grèce) depuis 2006